# Scheepsbewegingen

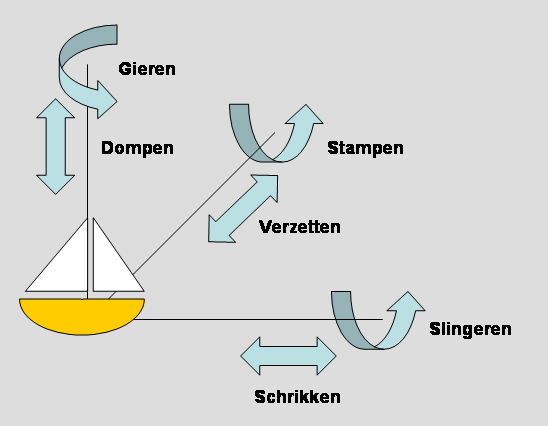
De zes scheepsbewegingen

Scheepsbewegingen zijn de bewegingen van een schip als respons op externe krachten van golven en in mindere mate wind. Door mensen geïnduceerde bewegingen, bijvoorbeeld door ballasten of het koers veranderen, tellen daarbij niet mee.
Scheepsbewegingen kunnen zeeziekte veroorzaken.

## Vrijheidsgraden
Een schip heeft, net zoals alle vrij te bewegen objecten, zes vrijheidsgraden. Over alle drie assen kan een schip draaien (roteren) of heen en weer bewegen (transleren). Door golven en stroming kan een schip op totaal zes manieren heen en weer bewegen. Deze zes bewegingen hebben ieder een eigen naam.
- Rotatie
  - gieren, het heen en terug draaien om de staande as, bij wijze van spreken om de scheepsmast.
  - slingeren, het heen en terug draaien om de lengteas.
  - stampen, het heen en terug draaien om de breedteas.

De verzamelnaam voor deze draaiende bewegingen is rollen.
- Translatie
  - dompen of deinen, het op en neer bewegen van het schip.
  - verzetten, het naar links en rechts bewegen van het schip.
  - schrikken, het naar voor en achter bewegen van het schip.

Deze bewegingen kunnen worden beschreven met de bewegingsvergelijkingen van Euler.
Afhankelijk van de koers ten opzichte van de wind treden andere scheepsbewegingen op. Bij aan-de-windse koersen stampt het schip vooral, terwijl bij voor-de-windse koersen het schip vooral slingert.
Een schip kan ook gieren achter een anker. Het schip beweegt dan heen en weer achter zijn anker. Dit is een rotatie rond het anker.

## Zeegedrag
Het zeegedrag is het effect van zeegang en deining en elk schip heeft zijn eigen karakteristiek, wat kan worden weergegeven in response amplitude operators (RAO's) voor elke vrijheidsgraad. Een specifieke golf zal een heel verschillende respons of scheepsbeweging hebben bij verschillende schepen.
Welk effect een golf heeft op een schip – wat de transferfunctie is – is afhankelijk van de scheepsvorm, de stabiliteit en de richting ten opzichte van de golven. Dit is de frequentiekarakteristiek die voor elke vrijheidsgraad verschillend is. Deze is opgebouwd uit de amplitudekarakteristiek en de fasekarakteristiek.
Meestal is er geen sprake van een enkelvoudige golf, maar van vele verschillende golven door elkaar. Deze onregelmatige golven vormen samen een golfspectrum die aan de hand van waarnemingen via een fourieranalyse kan worden gemaakt. Via de frequentiekarakteristieken resulteert dit in spectra voor de respons voor alle vrijheidsgraden.
De golven oefenen hydrodynamische krachten op het schip uit die onder zijn te verdelen in:
- excitatiekrachten:
  - Froude-Krylov-krachten, uitgaande van drukken op de scheepsromp door ongestoorde inkomende golven
  - diffractiekrachten, het ontstaan van een hydrodynamisch drukveld door de aanwezigheid van de scheepsromp
- reactiekrachten:
  - massakrachten:
    - massa van het schip
    - toegevoegde massa of hydrodynamische massa

  - dempingskrachten:
    - huidwrijvingweerstand
    - vormweerstand
    - golfmakende weerstand

  - veerkrachten:
    - richtende kracht

Deze krachten werken niet in dezelfde mate bij alle vrijheidsgraden. Zo geldt voor de bewegingen in het horizontale vlak – schrikken, verzetten en gieren – dat er geen sprake is van een veerkracht.
Ook gelden deze krachten niet in dezelfde mate voor alle scheepsvormen. Zo is er bij een halfafzinkbaar platform nauwelijks sprake van demping bij de excitatiekrachten.
|                   | FPSO   | Spar    | TLP   | Semi      |
| ----------------- | ------ | ------- | ----- | --------- |
| schrikken (surge) | > 100  | > 100   | > 100 | > 100     |
| verzetten (sway)  | > 100  | > 100   | > 100 | > 100     |
| dompen (heave)    | 5 - 12 | 20 - 35 | < 5   | 20 - 50   |
| slingeren (roll)  | 5 - 30 | 50 - 90 | < 5   | 30 - 60   |
| stampen (pitch)   | 5 - 12 | 50 - 90 | < 5   | 30 - 60   |
| gieren (yaw)      | > 100  | > 100   | > 100 | > 50 - 60 |

De meeste golfperiodes van het golfspectrum liggen tussen de 4 en 6 seconde voor normale zeegang en tot 20-25 seconde voor deining, afhankelijk van het gebied. De eigenperiodes voor de bewegingen van het ene vaartuig zijn daarbij gunstiger dan de andere.

## Luchtvaart
Gieren, rollen en stampen komen ook voor in de luchtvaart en voertuigdynamica.